# Капустник
Капу́стник — самодеятельное, как правило, для узкого круга «своих», шуточное представление, основанное на юморе и сатире.

## Этимология
Название происходит от заготовок урожая капусты на сентябрьский праздник народного календаря — Воздвиженье. Эти заготовки происходили повсеместно, справлялись со всеобщим весельем, песнями, походами в гости и угощениями, переходя в весёлые вечеринки.

## История
Существует версия, что своим возникновением капустники обязаны актёру Малого театра Михаилу Щепкину, который часто приглашал коллег на домашний ужин и подавал им пирог с капустой, который готовила жена. На этих же вечерах артисты играли для членов семей и близких друзей «домашние» спектакли.
В XIX веке «Капустки» устраивались в небольших провинциальных городах. Иван Сахаров писал о капустках («капустницах»): «Это народное торжество, отправляемое горожанками, известно во многих местах. В Алексине, уездном городе Тульской губернии, девушки в богатых уборах ходят с песнями из дома в дом рубить капусту. В домах, где приготовлена для гостей капуста, убирается особенный стол с закусками. За девицами является молодёжь со своими гостинцами высматривать невест. Вечером по всему городу разыгрываются хороводы».
До Октябрьской революции капустники устраивались работниками театров для узкого круга приглашённых. Театральная энциклопедия отмечала, что на весь Петербург славились так называемые «Варламовские капустники» — весёлые вечера с представлениями в доме актёра К. А. Варламова для друзей и знакомых. Капустники проводились в МХТ в 1902, 1903, 1908 годах. 8 марта 1910 года был дан первый платный капустник, средства от него пошли в пользу особо нуждавшихся актёров театра.
Форма вечеров-капустников сохранилась и до настоящего времени. Капустники устраиваются в школах, вузах, театрах, на предприятиях. На основе формы капустника строятся некоторые выступления команд КВН.
С 1993 года в Нижнем Новгороде проводится всероссийский фестиваль театральных капустников «Весёлая коза».

## Театр-студия «Четвёртая стена»
В конце 1980-х, благодаря своим капустникам, которые регулярно показывали по Центральному телевидению, на всю страну стала известна ленинградская театр-студия «Четвёртая стена». Художественным руководителем коллектива и постоянным автором скетчей являлся Вадим Жук, который также вёл выступления и был в них задействован. Актёрами студии были Сергей Лосев, Игорь Окрепилов, Александр Романцов, Борис Смолкин и Ирина Пярсон.

## Кинокапустник
В мае 1986 года к съезду Союза кинематографистов СССР был показан первый выпуск «Кинокапустника». Такое название получила смонтированная вымышленной киностудией «Капустфильм» нарезка из фрагментов фильмов и телепередач, переозвученных на юмористический лад. Заставка, напоминающая киножурнал «Ералаш», с тех пор не менялась. С первых лет существования национальной кинопремии «Ника» в программу церемонии её вручения входит демонстрация очередного выпуска «Кинокапустника». Один из постоянных сценаристов проекта Аркадий Инин в 1997 году получил за него приз «Золотой Остап». Некоторые выпуски авторы (среди прочих юморист и карикатурист Андрей Вансович) создают и к отдельным юбилейным датам (75-летие Аллы Сурикова, 70-летие Лиона Измайлова, 100-летие МХАТа и др.).